# Ringmauer

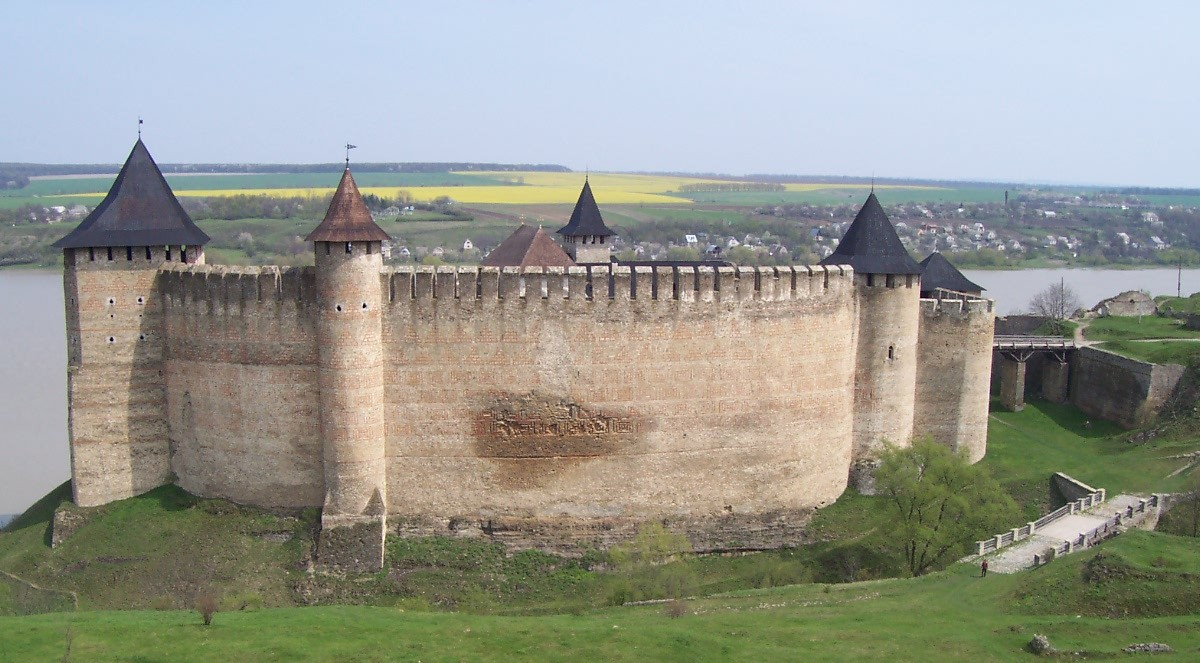
Ringmauer der Festung Chotyn (Ukraine)

Die Ringmauer (auch Hauptmauer, Umfassungsmauer, veraltet auch Zingel) ist eine Wehrmauer, die den inneren Bereich einer Burg oder einer ähnlichen Befestigungsanlage ringförmig umschließt. Die Gesamtheit der Ringmauer wird auch als Bering bezeichnet, ein einzelner Abschnitt hingegen als Kurtine.

## Merkmale
Die Ringmauer kann als freistehender Baukörper oder im Verband mit den Außenmauern randständiger Gebäude angelegt sein.
Sie bietet den dahinter liegenden Bereichen nicht nur passiven Schutz, sondern ist in der Regel durch die Anlage von Wehrgängen (oft mit Zinnen ausgestattet) und mit durch Schießscharten gedeckte Schützenstellungen auch ein wesentlicher Bestandteil der Verteidigungsanlagen.
Die Gestalt der Ringmauer prägt, zusammen mit Wehrtürmen und Wohngebäuden, die Silhouette einer Burg. Die von der Ringmauer umschriebene Grundrissform ist bei Höhenburgen entsprechend der Geländebeschaffenheit oft unregelmäßig polygonal, bei Niederungsburgen finden sich häufiger auch regelmäßige rechteckige Grundrisse (wie beispielsweise beim Typus der Kastellburg).
Ab dem 12. Jahrhundert wurde der Ringmauer gelegentlich eine so genannte Zwingmauer als Schutz vorgelegt. Teilweise konnten so – je nach Art und Größe der umgebenden Befestigung – mehrere Systeme von Mauern (z. B. als Zwingeranlagen) bestehen, die auch zur Haltung von Hunden, Wildschweinen oder Bären bzw. in Notzeiten zur Unterbringung von Vieh genutzt und im Barock nicht selten zu Lustgärten (z. B. in Dresden) umgewandelt wurden. Man konnte in diesen Zwingern auch den Feind einkesseln, wenn dieser das Tor durchbrochen hatte.

## Ringmauerburg

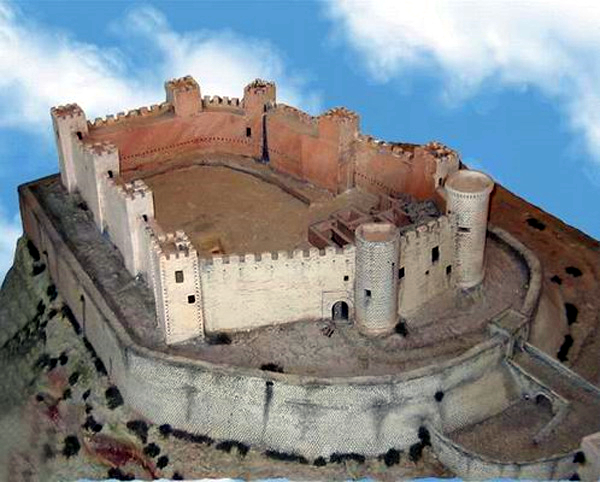
Castillo de Elda (Provinz Alicante, Spanien), eine Ringmauerburg aus dem 13. Jahrhundert

In der Kategorisierung von Burgen nach architektonischen Gesichtspunkten spricht man von einer Ringmauerburg, wenn die Ringmauer als weitgehend eigenständiger Baukörper die Gestalt der Burg beherrscht. Die übrigen Gebäude der Burg sind in diesem Fall als untergeordnete Gebäude im Innern des Berings verteilt oder können, wenn sie niedriger sind, auch mit Pultdächern an die Innenseite der Ringmauer angebaut sein.
Ein Gegenstück zur Ringmauerburg ist die Randhausburg. Bei der Randhausanlage übernehmen die Außenmauern randständiger Gebäude vollständig die Funktion der Ringmauer, beziehungsweise sind mit dieser zu einer baulichen Einheit verbunden (Beispiel: Schloss Büdingen). Zwischen beiden Formen gibt es zahlreiche Übergänge. Auch in den verschiedenen Bauphasen einer Burg kann ein stufenweiser Wechsel von der Ringmauer- zur Randhausanlage stattfinden.

## Abwandlungen
Als Mantelmauer wird ein besonderer Typ von Ringmauer bezeichnet, der durch seine besondere Höhe einer Schildmauer (siehe unten) ähnelt.
Im Unterschied zur Ringmauer schirmt eine Schildmauer lediglich eine bestimmte, besonders exponierte und gefährdete Seite einer Burg ab und verfügte über besondere Stärke und Höhe (bis 5 m Dicke und z. T. über 30 m Höhe).
Als Stadtmauer wird eine Ringmauer bezeichnet, wenn sie keine Befestigungsanlage, sondern eine gesamte Siedlung umfasst.
Ein Ringwall besitzt die gleiche Funktion wie eine Ringmauer, es handelt sich jedoch um eine Wallanlage.